# 세종특별자치시의 국회의원

## 세종특별자치시의 역사
- 제19대 국회부터 세종특별자치시 선거구 설치
- 2012년 7월 1일에 세종특별자치시 출범

## 세종특별자치시의 역대 국회의원 일람
| 대수   | 이름           | 소속정당     | 임기                              | 선거구역                                                                                          |
| ------ | -------------- | ------------ | --------------------------------- | ------------------------------------------------------------------------------------------------- |
| 제19대 | 이해찬(李海瓚) | 민주통합당   | 2012년 5월 30일 ~ 2016년 5월 29일 | 세종특별자치시 일원                                                                               |
| 제20대 | 이해찬(李海瓚) | 무소속       | 2016년 5월 30일~2020년 5월 29일   | 세종특별자치시 일원                                                                               |
| 제21대 | 홍성국(洪性國) | 더불어민주당 | 2020년 5월 30일 ~ 2024년 5월 29일 | 세종특별자치시 갑: 부강면 금남면 장군면 한솔동 새롬동 도담동 소담동 보람동 대평동                 |
| 제21대 | 강준현(康準鉉) | 더불어민주당 | 2020년 5월 30일 ~ 2024년 5월 29일 | 세종특별자치시 을: 조치원읍 연기면 연동면 연서면 전의면 전동면 소정면 아름동 종촌동 고운동        |
| 제22대 | 김종민(金鍾民) | 새로운미래   | 2024년 5월 30일 ~ 현재            | 세종특별자치시 갑: 부강면 금남면 장군면 한솔동 새롬동 도담동 소담동 보람동 대평동                 |
| 제22대 | 강준현(康準鉉) | 더불어민주당 | 2024년 5월 30일 ~ 현재            | 세종특별자치시 을: 조치원읍 연기면 연동면 연서면 전의면 전동면 소정면 해밀동 아름동 종촌동 고운동 |

## 같이 보기
- 금산군의 국회의원
- 연기군의 국회의원
- 공주시의 국회의원
- 청원군의 국회의원
- 대전 대덕구의 국회의원
- 대덕군의 국회의원
- 공주시·연기군
- 청원군 (1988년 선거구)
- 세종특별자치시 (선거구)
- 세종특별자치시 갑
- 세종특별자치시 을